# Thorstein Hiortdahl
Thorstein Hallager Hiortdahl, född 4 maj 1839 i Bergen, död 29 oktober 1925 i Oslo, var en norsk kemist. Bland hans arbeten märks särskilt kristallografiska undersökningar över kristallformens beroende av den kemiska sammansättningen.
Hiortdahl blev student 1858, studerade medicin, men övergick 1861 till mineralogi och kemi. Efter 1863 att ha vunnit guldmedalj för besvarandet av universitetets prisuppgift i kemi blev han amanuens vid mineralkabinettet under Theodor Kjerulf, studerade 1864–65 i École normales laboratorium i Paris, blev 1866 universitetsstipendiat och 1872 professor i kemi vid Kristiania universitet samt föreståndare för det nya kemiska laboratoriets ena avdelning, från 1869 även lärare i kemi vid militära högskolan, och tog avsked 1918. 
Hiortdahl anlitades för många uppdrag i Kristianias kommunstyrelse, i kommissioner och i administrationen av universitetet, som han även representerade i utlandet, till exempel vid Montpelliers universitets jubileum 1890 och vid Pasteurfesten i Paris i december 1892.
Hiortdahl skrev en rad vetenskapliga avhandlingar i norska, tyska och franska facktidskrifter. Av hans särskilt utgivna arbeten märks hans som universitetsprogram 1862 och 1864 utgivna Om de geologiske Forhold paa Kyststrækningen af Nordre Bergenshus Amt (tillsammans med Marcus Irgens), hans Krystallographisk-kemiske undersøgelser (universitetsprogram 1881), samt hans i Videnskabs-Selskabets skrifter utgivna Fremstilling af kemiens historie (1906) och hans monografi om Berzelius (1912). Mycket använd vid universitetet och de högre skolorna var hans Kortfattet lærebog i chemie (två band, 1870, sjunde upplagan 1893).